# Dors, mon amour
Chansons représentant la France au Concours Eurovision de la chanson
La Belle Amour
(1957) Oui, oui, oui, oui
(1959)
Chansons ayant remporté le Concours Eurovision de la chanson
 Net als toen
(1957)  Een beetje
(1959)
Dors, mon amour est la chanson gagnante du Concours Eurovision de la chanson 1958, interprétée par le chanteur français André Claveau pour représenter la France. Elle vaut à la France de remporter sa première victoire au Concours Eurovision.

## Thème
La chanson est une sorte de berceuse par le chanteur à son amante. Il lui dit de dormir, pendant qu'il médite sur l'amour et la puissance de la nuit.

## À l'Eurovision
Elle est intégralement interprétée en français, langue nationale, comme le veut la coutume avant 1966. L'orchestre est dirigé par Franck Pourcel.
La chanson était passée troisième du concours, après Corry Brokken qui représentait les Pays-Bas avec Heel de wereld et avant Solange Berry qui représentait le Luxembourg avec Un grand amour. À l'issue du vote, elle a obtenu 27 points, se classant première sur treize chansons,.

## Liste des titres
| A1. | Dors, mon amour   | Pierre Delanoë | Hubert Giraud   |  |
| A2. | Héléna            | Roger Desbois  | Roger Denoncin  |  |
| B1. | Le Cœur en plâtre | Jil et Jan     | Jil et Jan      |  |
| B2. | Aïe, mon cœur     | Eddie Marnay   | Enrique Cofiner |  |

## Classements

### Classements hebdomadaires
| Classement (1958)               | Meilleure position |
| ------------------------------- | ------------------ |
| Belgique (Wallonie Ultratip 50) | Tip                |